# Code of the Secret Service
Code of the Secret Service és una pel·lícula estatunidenca de 1939 dirigida per Noel M. Smith i protagonitzada per Ronald Reagan. És la segona de quatre pel·lícules de la sèrie de l'agent dels serveis secrets dels Estats Units Brass Bancroft, després d'haver estat precedida per Secret Service of the Air (1939) i seguida de Smashing the Money Ring (1939) i Murder in the Air (1940).
La sèrie va formar part d'un esforç de finals de la dècada de 1930 de Warner Bros. per produir pel·lícules que representessin l'aplicació de la llei de manera positiva sota la pressió d' Homer Stille Cummings (procurador general de Franklin D. Roosevelt) i Will H. Hays (creador del Codi de producció cinematogràfica, les directrius de censura de la indústria cinematogràfica), causat en part que la producció de pel·lícules de principis dels anys trenta que feien glamur als gàngsters.

## Argument
El tinent del Servei Secret dels Estats Units Brass Bancroft i la seva parella, Gabby Watters, busquen plaques de gravat robades al Departament del Tresor dels Estats Units per un anell falsificat a Mèxic. L'agent del Servei Secret Dan Crockett informa a Bancroft que el líder de la banda és un home que es diu Parker, però que és assassinat i Bancroft és acusat falsament de la mort.

## Repartiment
- Ronald Reagan com tinent Brass Bancroft
- Rosella Towne com Elaine
- Eddie Foy, Jr. com Gabby Watters
- Moroni Olsen com Parker
- Jack Mower com Decker
- John Gallaudet com Dan Crockett
- Joseph King com Tom "Jim" Saxby
- Steve Darrell com Butch
- Sol Gorss com Dutch
- George Regas com policia mexicà
- Martí Garralaga com policia mexicà (sense acreditar)

## Producció
La pel·lícula es va rodar a Mèxic amb extres i escenografies de la pel·lícula Juarez. Ronald Reagan va insistir a fer totes les seves pròpies acrobàcies.

## Recepció
Reagan va anomenar Code of the Secret Service "la pitjor pel·lícula que he fet mai" i va comentar-hi: "mai s'ha posat un ou d'aquestes dimensions". El productor Bryan Foy va intentar arxivar la pel·lícula. Warner Bros. es va negar a fer-ho, però va acceptar no estrenar-la a Los Angeles.
En una ressenya de 1939, el Calgary Herald va qualificar la pel·lícula de "bastant descabellada en alguns llocs i poc interessant en el seu conjunt".

## Intent d'assassinat de Ronald Reagan
Després de veure la pel·lícula repetidament quan era nen, Jerry Parr es va inspirar per unir-se al Servei Secret. Parr va salvar la vida del president dels Estats Units en un intent d'assassinat el 1981 . El president no era altre que Ronald Reagan, l'estrella del Codi del Servei Secret.